# Abel Kipsang
Abel Kipsang (22 de noviembre de 1996) es un deportista keniano que compite en atletismo, especialista en las carreras de mediofondo.
Ganó una medalla de bronce en el Campeonato Mundial de Atletismo en Pista Cubierta de 2022, en la prueba de 1500 m. Participó en los Juegos Olímpicos de Tokio 2020, ocupando el cuarto lugar en la misma prueba.
En agosto de 2021 estableció una nueva plusmarca olímpica de los 1500 m en la semifinal de los Juegos de Tokio 2020 (3:31,65).

## Palmarés internacional
| Campeonato Mundial en Pista Cubierta | Campeonato Mundial en Pista Cubierta | Campeonato Mundial en Pista Cubierta | Campeonato Mundial en Pista Cubierta |
| Año                                  | Lugar                                | Medalla                              | Prueba                               |
| ------------------------------------ | ------------------------------------ | ------------------------------------ | ------------------------------------ |
| 2022                                 | Belgrado (Serbia)                    | Medalla de bronce                    | 1500 m                               |